# Hugo von Abercron

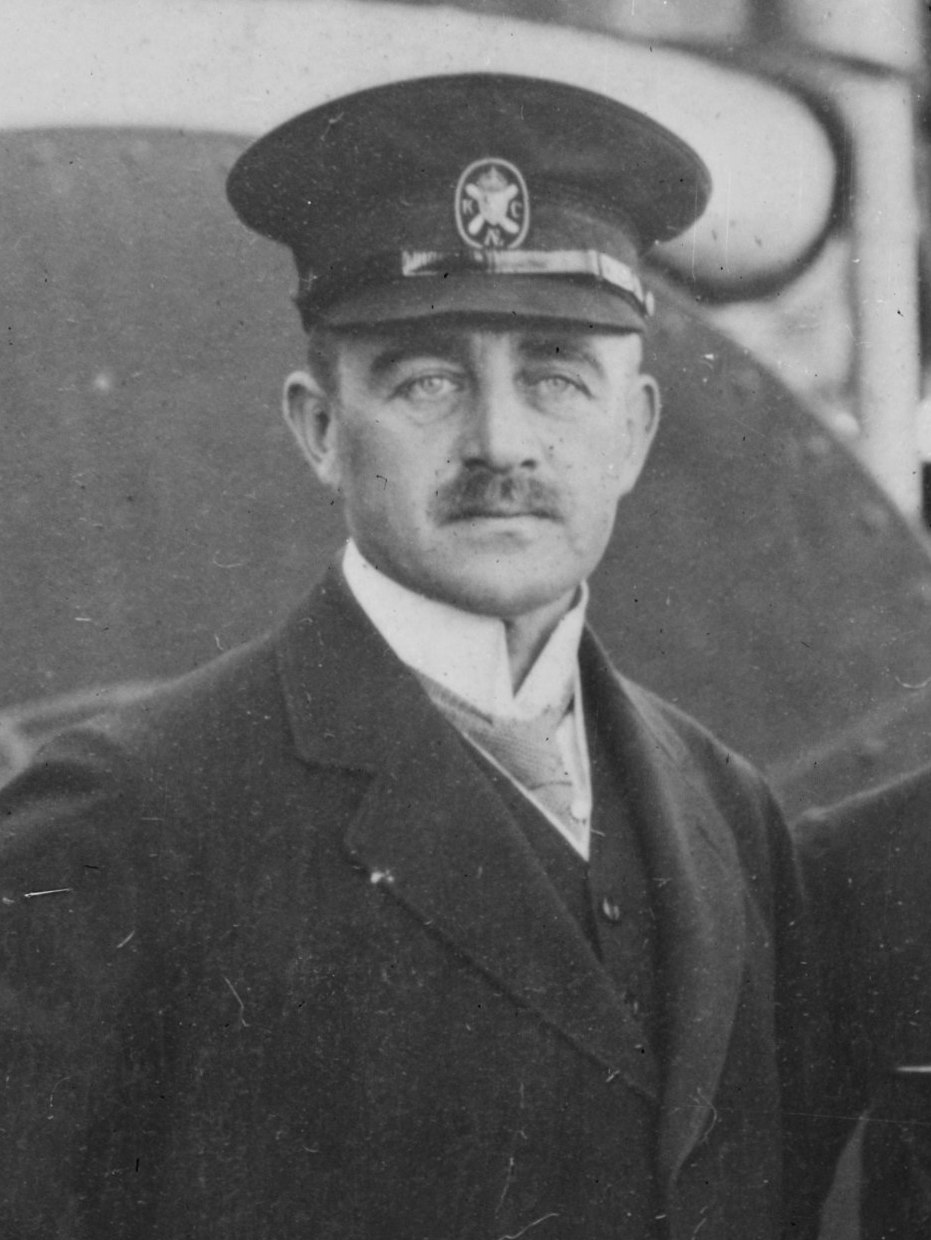
Hugo von Abercron (1900)

Hugo Wilhelm von Abercron (1869–1945)

Hugo Wilhelm von Abercron (* 24. Oktober 1869 in Bosatz; † 16. April 1945 in Berlin) war ein deutscher Generalmajor sowie Ballonfahrer und Sachbuchautor. Mit Robert Petschow, Oskar Erbslöh und Richard Schütze gehörte er zu den bedeutendsten deutschen Ballonfahrern zwischen den Weltkriegen.

## Leben
Hugo entstammte dem dänisch-deutschen Adelsgeschlecht von Abercron. Er war ein Sohn des Offiziers Christian Friedrich Julius Konrad von Abercron (* 16. Juli 1830 in Rendsburg; † 18. März 1892 in Kiel) und dessen Ehefrau Maria Theresa, geborene Hinsch (1826–1898), einer Tochter des Generalkonsuls beider Sizilien in Hamburg Joachim David Hinsch († 1866).
Nachdem Abercron das Gymnasium absolviert hatte, trat er am 22. März 1888 als Sekondeleutnant in das Oldenburgische Infanterie-Regiment Nr. 91 der Preußischen Armee ein. Am 12. September 1895 folgte seine Beförderung zum Premierleutnant und als solcher wurde Abercron dann am 22. März 1897 nach Hameln in das 4. Hannoversche Infanterie-Regiment Nr. 164 versetzt. Man kommandierte ihn ab 1. Oktober 1899 für ein Jahr zum Luftschiffer-Bataillon in Berlin-Lichterfelde. Bereits 1898 hatte Abercron in Berlin geheiratet, Elisabeth von Diringshofen (* 8. August 1873 in Mainz; † 7. November 1960 in Berlin), Tochter der Elise Ewest und des kgl. preuß. Majors Karl von Diringshofen. Elisabeth von Abercron ist die Enkeltochter des Generalleutnants Karl von Diringshofen.
In den Jahren 1903 bis 1910 war er als Hauptmann und Kompaniechef beim Niederrheinischen Füsilier-Regiment Nr. 39 in Düsseldorf. Anschließend war er für ein Jahr in gleicher Funktion im Infanterie-Regiment „Freiherr von Sparr“ (3. Westfälisches) Nr. 16 in Münster, rückte dann mit seiner Beförderung zum Major am 21. Februar 1911 in den Regimentsstab auf und erhielt 1913 das Kommando über das III. Bataillon.
Bereits im Jahr 1900 wurde er Freiballonführer, seit dem Jahr 1909 auch Führer von Zeppelin-, Parseval- und Militärluftschiffen. In den Jahren 1906–1927 war er Vorsitzender und Ballonwart der Freiballon-Abteilung des Niederrheinischen Vereins für Luftschiffahrt, Fahrtenwart der Sektion Düsseldorf und Mitglied der Sportkommission des Deutschen Luftschiffer-Verbandes (ab 1911 Deutscher Luftfahrer-Verband). Mehrmals nahm er beim Gordon-Bennett-Cup teil – im Jahr 1910 in St. Louis nahm er mit der Flugweite von 1720 km den dritten Platz ein.
Nach einer Anfrage der Freien Studentenschaft Marburg wiederholte Abercron im November 1911 seine im Frühjahr in Köln an der Handelshochschule abgehaltene dreiteilige Vorlesungsreihe über das Ballonfahren im Hörsaal der Physik der Philipps-Universität Marburg. Darüber berichtete er in seinem Memoiren 1938: „Der Lehrstoff war sehr umfangreich, umfaßte aeronautische Meteorologie, Lesen von Wetterkarten, lenkbare Luftschiffe, Flugapparate, Führen von Freiballonen. Ich sprach frei, zeigte viele Lichtbilder, flocht immer eigene Erlebnisse und Erfahrungen ein.“ Die Vorlesung und Abercrons generelles Eintreten für die wissenschaftliche Ballonfahrt veranlassten den Direktor des Physikalischen Institutes, Franz Richarz, dazu, ein Gesuch an den Dekan der Philosophischen Fakultät Marburgs einzureichen, dass man den Luftfahrer zum Doktor ehrenhalber ernennen solle. Als zusätzlichen Grund nannte Richarz die Bereitschaft Abercrons, Alfred Wegener bei der Untersuchung der Bildung von Schneekristallen in den Wolken unterstützen zu wollen. Am 23. Februar 1912 wurde der Antrag einstimmig angenommen.

### Erster Weltkrieg
Mit Ausbruch des Ersten Weltkriegs wurde Abercron zum Kommandeur des neu aufgestellten Reserve-Infanterie-Regiments Nr. 57 in Düsseldorf ernannt. Dieses befehligte er an der Westfront u. a. bei den Kämpfen, die zur Einnahme von Maubeuge führten, in den Stellungskämpfen vor Verdun und in der Champagne sowie in der Schlacht um Verdun. Als Oberstleutnant gab Abercron sein Regiment am 18. November 1917 ab und übernahm im Anschluss das Infanterie-Regiment „Freiherr von Sparr“ (3. Westfälisches) Nr. 16 in Münster. Auch mit diesem Regiment kam Abercron vor Verdun zum Einsatz und machte im Frühjahr 1918 die deutsche Offensive mit. Neben beiden Klassen des Eisernen Kreuzes hatte er 1917 das Ritterkreuz des Königlichen Hausordens von Hohenzollern mit Schwertern erhalten. Für seine Leistungen in den letzten Kriegswochen wurde Oberst Abercron zum Orden Pour le Mérite eingereicht. Eine Verleihung erfolgte aufgrund des Waffenstillstandes jedoch nicht mehr.

### Zwischen den Weltkriegen
Er traf mit seinem Regiment am 12. Dezember 1918 in Coesfeld ein und wurde mit der Demobilisierung und Auflösung beauftragt. Aus Teilen des Regiments bildete sich das als Freikorps tätige Freiwilligen Regiment Abercron, mit dem er im Frühjahr 1920 die Rote Ruhrarmee bekämpfte. Abercron schied 1920 aus dem aktiven Dienst.
Nach Kriegsende war er beim Wiederaufbau der deutschen Luftfahrt tätig. Mit über 500 Aufstiegen hielte er Ende der Zwanziger Jahre den Rekord für die meisten Freiballonfahrten. Seine Erfahrungen und Eindrücke veröffentlichte er im Jahr 1932 in der Buchreihe Der Luftwanderer.

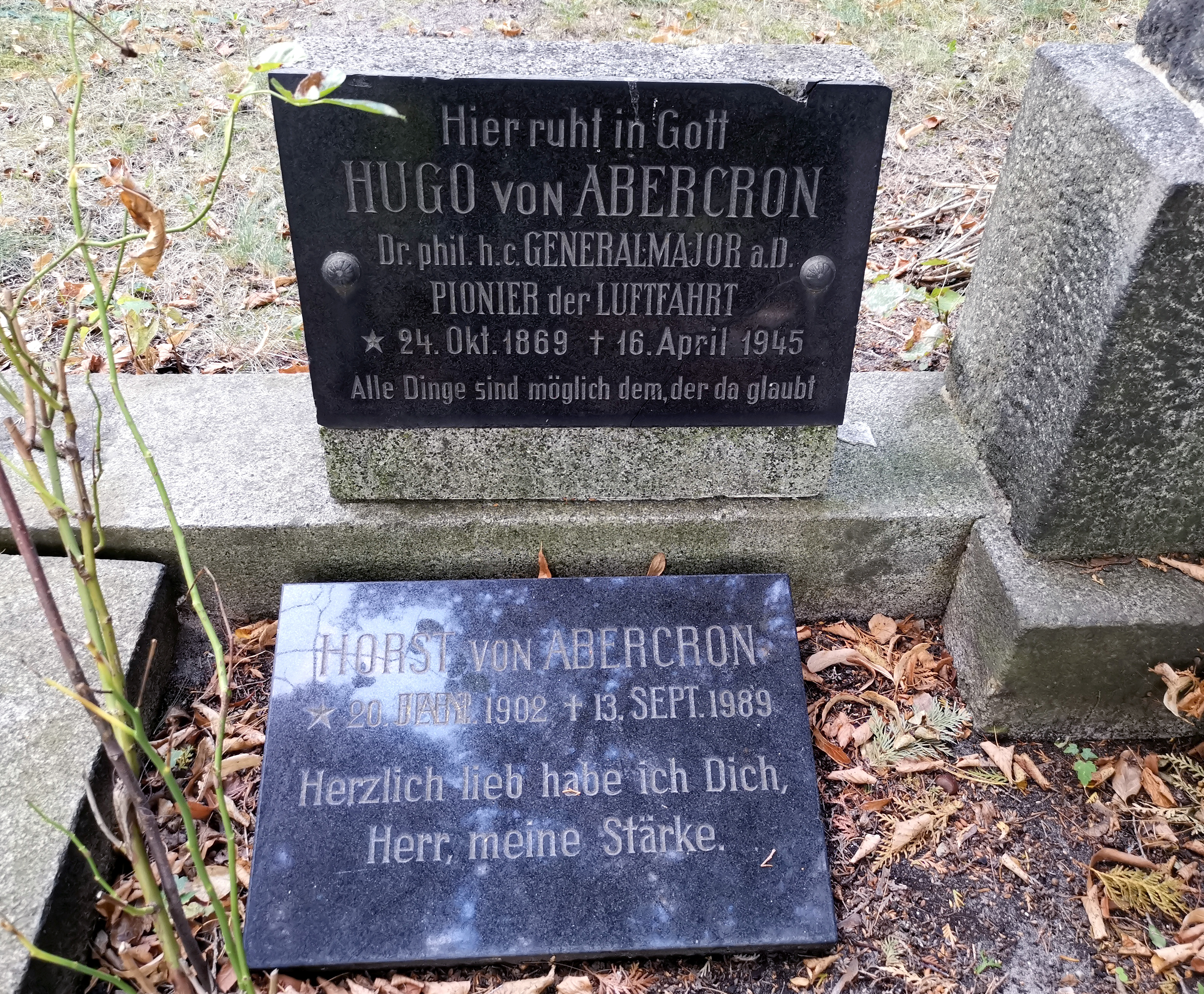
Grab auf dem Luisen-Friedhof II in Berlin-Charlottenburg

Abercron trat bereits zum 1. Mai 1932 der NSDAP bei (Mitgliedsnummer 1.105.257) und wurde in den Jahren 1933 bis 1937 als Leiter im Institut für volkstümliche Naturkunde URANIA in Berlin installiert. 1939 war er außerdem Mitglied der SA und DAF sowie im Reichsluftschutzbund.
Abercron erhielt am 27. August 1939, dem sogenannten Tannenbergtag, den Charakter als Generalmajor verliehen.

### Nach dem Zweiten Weltkrieg
In der Sowjetischen Besatzungszone kam die Autobiografie Hugo von Abercron. Offizier und Luftpionier. Tatberichte und Erinnerungen 1869–1938 auf die Liste der auszusondernden Literatur.
Hugo von Abercron ist auf dem Luisen-Friedhof II in Berlin-Charlottenburg bestattet (Familiengrabstelle von Diringshofen, Abt. II D, Reihe 2, Nr. 21 a-b).

## Auszeichnungen
- Roter Adlerorden IV. Klasse mit Krone[10]
- Ehrenritter der Johanniterordens[10]
- Preußisches Dienstauszeichnungskreuz[10]
- Ritterkreuz I. Klasse des Ordens Heinrichs des Löwen[10]
- Ehrenkreuz des Lippischen Hausordens IV. Klasse[10]
- Ehrenritter II. Klasse des Oldenburgischen Haus- und Verdienstordens des Herzogs Peter Friedrich Ludwig[10]
- Ritterkreuz I. Klasse des Hausordens vom Weißen Falken[10]
- Ritterkreuz I. Klasse des Sachsen-Ernestinischen Hausordens[10]
- Ritterkreuz I. Klasse des Friedrichs-Ordens[10]

## Schriften (Auswahl)
- mit Adolf Mehl: Der Freiballon in Theorie und Praxis. Bd. 1–2, Franckh Verlag, Stuttgart 1911.
- mit Helmut Tschöpe: Aus Nacht und Not ins Morgenrot. Gedichte, Stalling, Oldenburg 1923.
- Frei- und Fesselballone. In: Et al.: Deutsche Luftfahrt, Verlag Deutscher Wille, Berlin 1925.
- 500 Fahrten im Freiballon. Erlebnisse und Erfahrungen, R. C. Schmidt & Co., Berlin 1929.
- Der Luftwanderer, Stilke Verlag, Berlin 1932, 15 Publikationen:
  - 01. Brandenburg mit Berlin.
  - 02. Harz, Weserbergland, Teutoburger Land.
  - 03. Fränkische Städte, Fichtelgebirge.
  - 04. Ostpreussen.
  - 05. Waterkant.
  - 08. Eifel, Mosel, Hunsrück.
  - 10. Sächsische Schweiz, Erzgebirge.
  - 12. Schwarzwald, Oldenwald, Spessart.
  - 13. Westerwald, Mittelrhein, Taunus.
  - 14. Lüneburger Heide, Sauerland.
  - 15. Frankenwald, Thüringer Wald.
- Hugo von Abercron. Offizier und Luftfahrtpionier. Tatberichte und Erinnerungen 1869–1938, Lutz Verlag, Stuttgart 1938.
- Als Hrsg.: Adreßbuch der Beschaffungsbehörden, Berlin 1940.